# Violkungsljus
Violkungsljus (Verbascum phoeniceum) är en flenörtsväxtart. Violkungsljus ingår i släktet kungsljus, och familjen flenörtsväxter.

## Underarter
Arten delas in i följande underarter:
- V. p. flavidum
- V. p. phoeniceum
- V. p. slavchovii